# Paradiestus egregius
Paradiestus egregius là một loài nhện trong họ Corinnidae.
Loài này thuộc chi Paradiestus. Paradiestus egregius được Eugène Simon miêu tả năm 1896.